# Fator IX

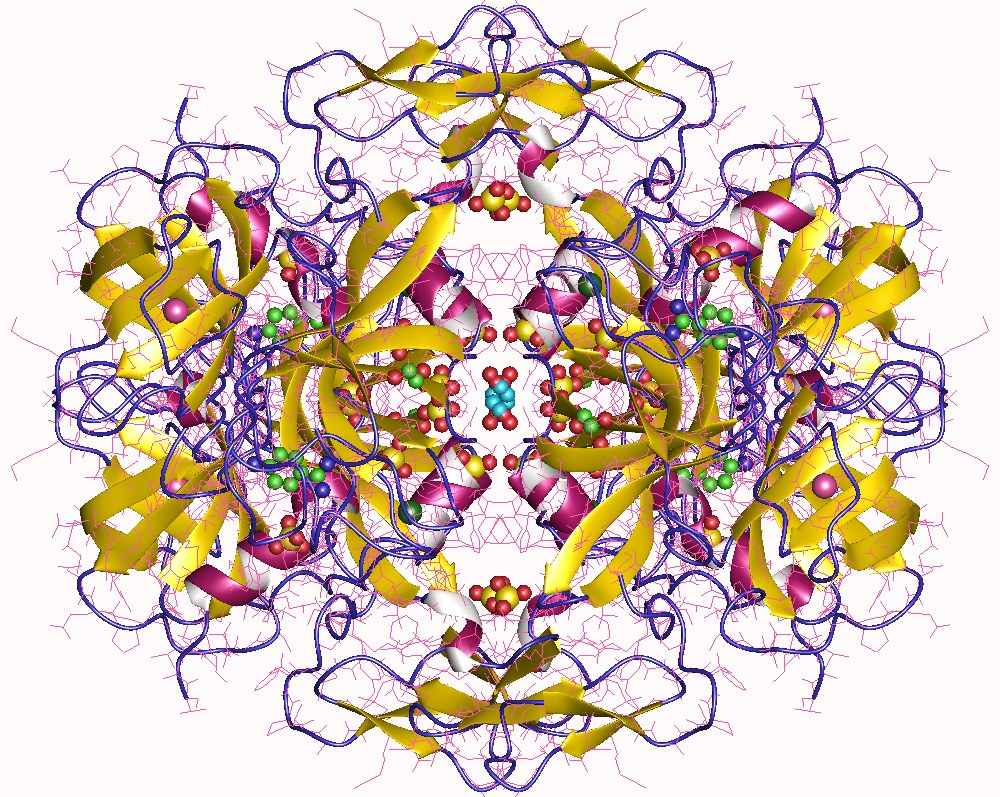
Fator IXa, Human

O Fator IX, também conhecido como fator de Christmas, é uma das principais proteínas da cascata de coagulação. É uma enzima da classe da serina protease. A deficiência desta proteína causa a hemofilia B. Ela foi descoberta em 1952, após um rapaz chamado Stephen Christmas apresentar-se com a deficiência específica deste fator de coagulação.